# Centrum för folkhälsa
Centrum för folkhälsa var till och med 2008 ett kunskapscentrum för folkhälsofrågor inom Stockholms läns landsting. Från den 1/1 2009 har huvuddelen förts över till Karolinska Institutet och bildat Karolinska Institutets Folkhälsoakademi.
Verksamheten, som baseras på vetenskap och beprövad erfarenhet, hade även tidigare ett nära samarbete med Karolinska Institutet i Solna, liksom med andra universitet och högskolor. Centrum för folkhälsa var tillsammans med svenska staten huvudman för svenska Sluta-röka-linjen, Sveriges mest omfattande rökavvänjningsverksamhet, och Alkohollinjen. Förutom tobaksprevention omfattade verksamheten bland annat alkohol- och drogprevention, Aids-prevention, näringslära, arbets- och miljömedicin samt psykisk hälsa.
Karolinska Institutets Folkhälsoakademi ska bland annat samordna och stärka folkhälsovetenskapliga inslag i grundutbildning, forskarutbildning och forskning, samt utveckla och utvärdera metoder för intervention och implementering av folkhälsoarbete.
Region Stockholm kommer att beställa stora delar av sitt folkhälsoarbete från den nya organisationen.